# Miodrag Belodedici
Miodrag Belodedici (Socol, Caraş-Severin, Rumania, 20 de mayo de 1964) es un exfutbolista rumano que jugaba como defensa. Actualmente trabaja para la selección de fútbol de Rumania. Es reconocido por ser campeón de la Copa de Europa con el Steaua de Bucarest y el Estrella Roja de Belgrado.

## Trayectoria
Belodedici nació en el seno de una familia de origen serbio de la comuna de Socol, ubicada cerca de la frontera con la antigua Yugoslavia.
Inició su carrera en las divisiones inferiores del modesto Minerul de Moldova Nouă. En 1981 fue elegido para jugar por el Luceafărul de Bucarest, equipo formado por la Federación Rumana de Fútbol con el propósito de reunir en un solo conjunto a las mayores promesas futbolísticas del país. Al año siguiente fue transferido al Steaua de Bucarest, con el que fue pentacampeón consecutivamente de liga del 1985 al 1989 y tetracampeón de copa en 1985 y del 1987 al 1989. Consiguió además la histórica Copa de Europa de 1986 y la Supercopa de Europa del mismo año.
A fines de 1988, con el dictador Nicolae Ceauşescu aún en el poder en Rumania, solicitó asilo político en Yugoslavia, donde fichó por el Estrella Roja. En su primer año en el club de Belgrado sólo pudo disputar partidos amistosos, debido a irregularidades en su contrato. Paralelamente, el régimen socialista rumano lo declaró culpable de traición y lo condenó a diez años de prisión in absentia. Sin embargo, los cargos en su contra fueron levantados tras la Revolución de 1989.
Con la Zvezda se coronó tricampeón de la liga yugoslava en del 1990 al 1992, y campeón de copa en 1990. También obtuvo su segunda Copa de Europa, la de 1991, y la Copa Intercontinental del mismo año. Con su segundo título de la máxima competición europea, se convirtió en el único futbolista en ser campeón con dos clubes de Europa del Este.
En 1992 firmó por el Valencia español, donde se mantuvo por dos años, para luego ser contratado por el Real Valladolid. En 1995 fichó por el Villarreal, en esa época en Segunda División.
Al año siguiente se convirtió en jugador del Atlante de México, donde coincidió con su compatriota Ilie Dumitrescu. Tras dos años en el país azteca, regresó al Steaua de Bucarest, con el cual ganó la copa en 1999 y la liga en 2001, tras cuya obtención puso punto final a su carrera como futbolista.

## Selección nacional

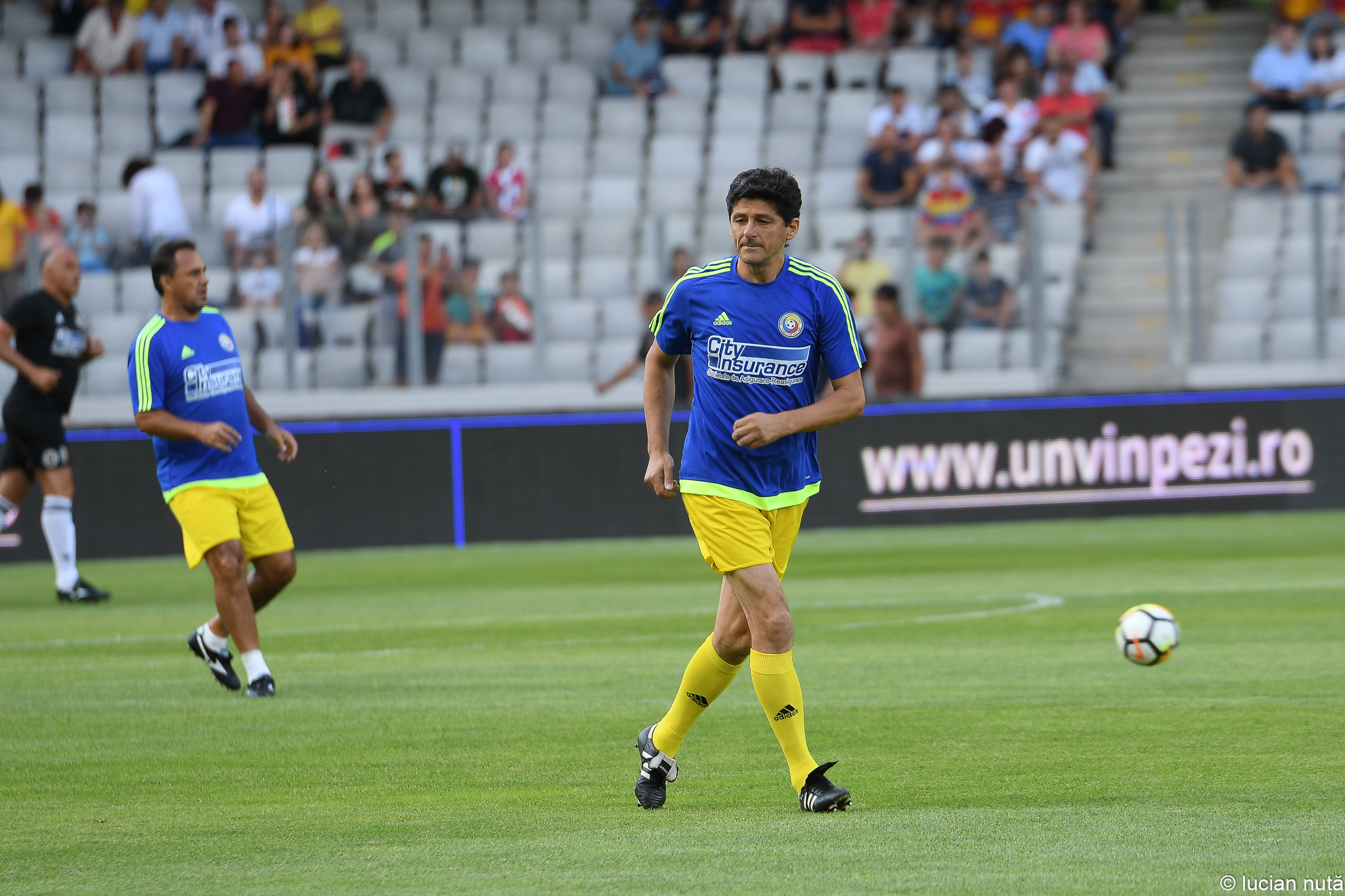
En el amistoso entre las leyendas de la selección rumana y las del Barcelona

Belodedici jugó 55 partidos para la selección de Rumania, en los que anotó cinco goles. Debutó con los Tricolorii en 1984 en un amistoso contra China. Integró la llamada generación dorada de Rumania, con la que disputó la Copa del Mundo de 1994, en la que su equipo cayó en cuartos de final ante Suecia en la tanda de penaltis donde Belodedici falló el decisivo lanzamiento, tras eliminar a Argentina en octavos. También participó en las Eurocopas de 1996 y del 2000. 

### Participaciones en Copa del Mundo
| Mundial                        | Sede           | Resultado        |
| ------------------------------ | -------------- | ---------------- |
| Copa Mundial de Fútbol de 1994 | Estados Unidos | Cuartos de final |

### Participaciones en Eurocopa
| Edición       | Sede                   | Resultado        |
| ------------- | ---------------------- | ---------------- |
| Eurocopa 1996 | Inglaterra             | Fase de grupos   |
| Eurocopa 2000 | Bélgica · Países Bajos | Cuartos de final |

## Clubes
| Club            | País       | Año       |
| --------------- | ---------- | --------- |
| Steaua Bucarest | Rumania    | 1982-1988 |
| Estrella Roja   | Yugoslavia | 1988-1992 |
| Valencia        | España     | 1992-1994 |
| Valladolid      | España     | 1994-1995 |
| Villarreal      | España     | 1995-1996 |
| Atlante         | México     | 1996-1998 |
| Steaua Bucarest | Rumania    | 1998-2001 |

## Palmarés

### Campeonatos nacionales
| Título          | Club            | País       | Año  |
| --------------- | --------------- | ---------- | ---- |
| Liga 1          | Steaua Bucarest | Rumania    | 1985 |
| Copa Rumania    | Steaua Bucarest | Rumania    | 1985 |
| Liga 1          | Steaua Bucarest | Rumania    | 1986 |
| Liga 1          | Steaua Bucarest | Rumania    | 1987 |
| Copa Rumania    | Steaua Bucarest | Rumania    | 1987 |
| Liga 1          | Steaua Bucarest | Rumania    | 1988 |
| Copa Rumania    | Steaua Bucarest | Rumania    | 1988 |
| Liga 1          | Steaua Bucarest | Rumania    | 1989 |
| Copa Rumania    | Steaua Bucarest | Rumania    | 1989 |
| Primera Liga    | Estrella Roja   | Yugoslavia | 1990 |
| Copa Yugoslavia | Estrella Roja   | Yugoslavia | 1990 |
| Primera Liga    | Estrella Roja   | Yugoslavia | 1991 |
| Primera Liga    | Estrella Roja   | Yugoslavia | 1992 |
| Copa Rumania    | Steaua Bucarest | Rumania    | 1999 |
| Liga 1          | Steaua Bucarest | Rumania    | 2001 |

### Copas internacionales
| Título                       | Club            | Sede    | Año  |
| ---------------------------- | --------------- | ------- | ---- |
| Liga de Campeones de la UEFA | Steaua Bucarest | Sevilla | 1986 |
| Supercopa de Europa          | Steaua Bucarest | Mónaco  | 1986 |
| Liga de Campeones de la UEFA | Estrella Roja   | Bari    | 1991 |
| Copa Intercontinental        | Estrella Roja   | Japón   | 1991 |